# Premetro

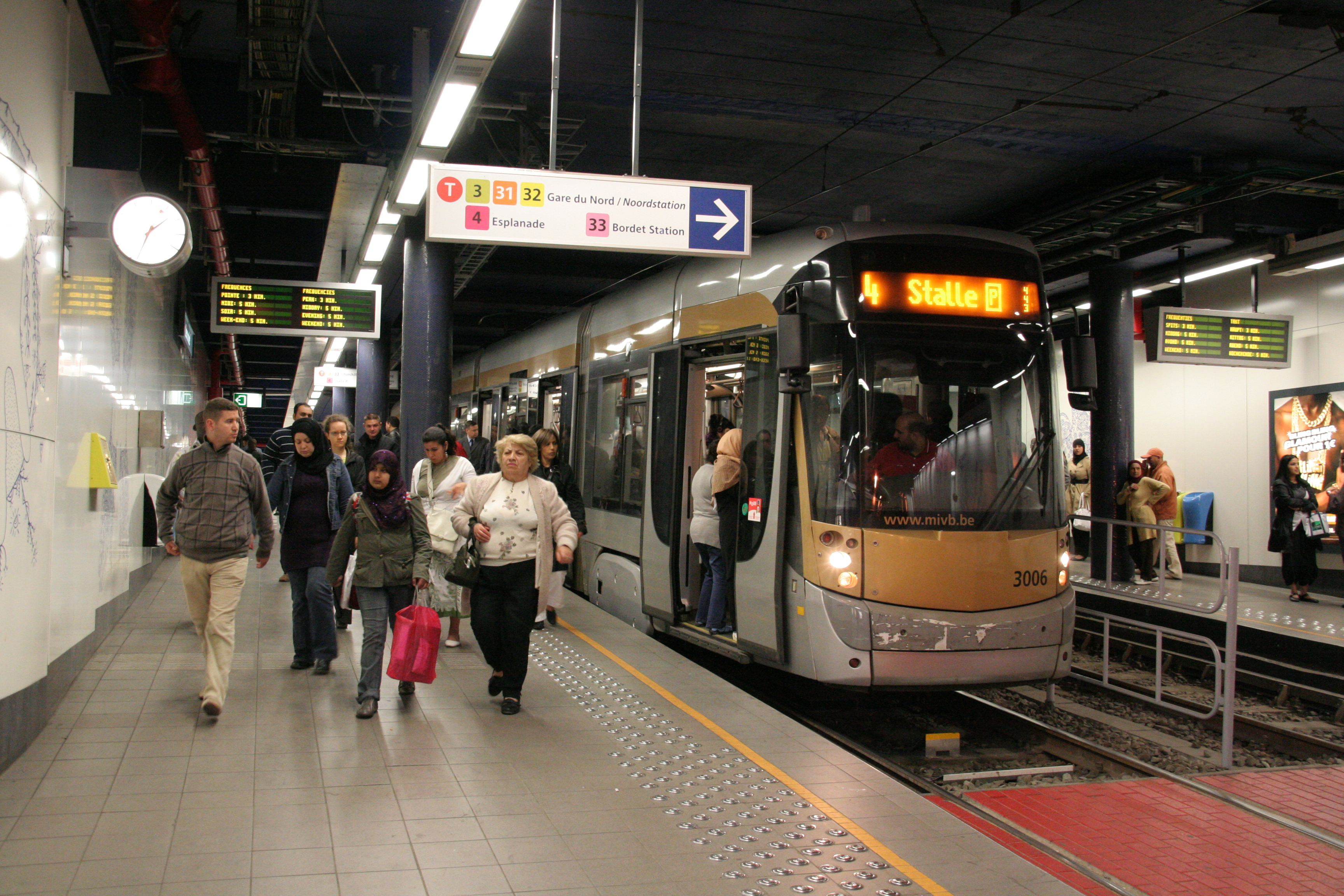
Tramwaj typu Cityrunner na stacja premetra Lemonnier w Brukseli w Belgii (2009)

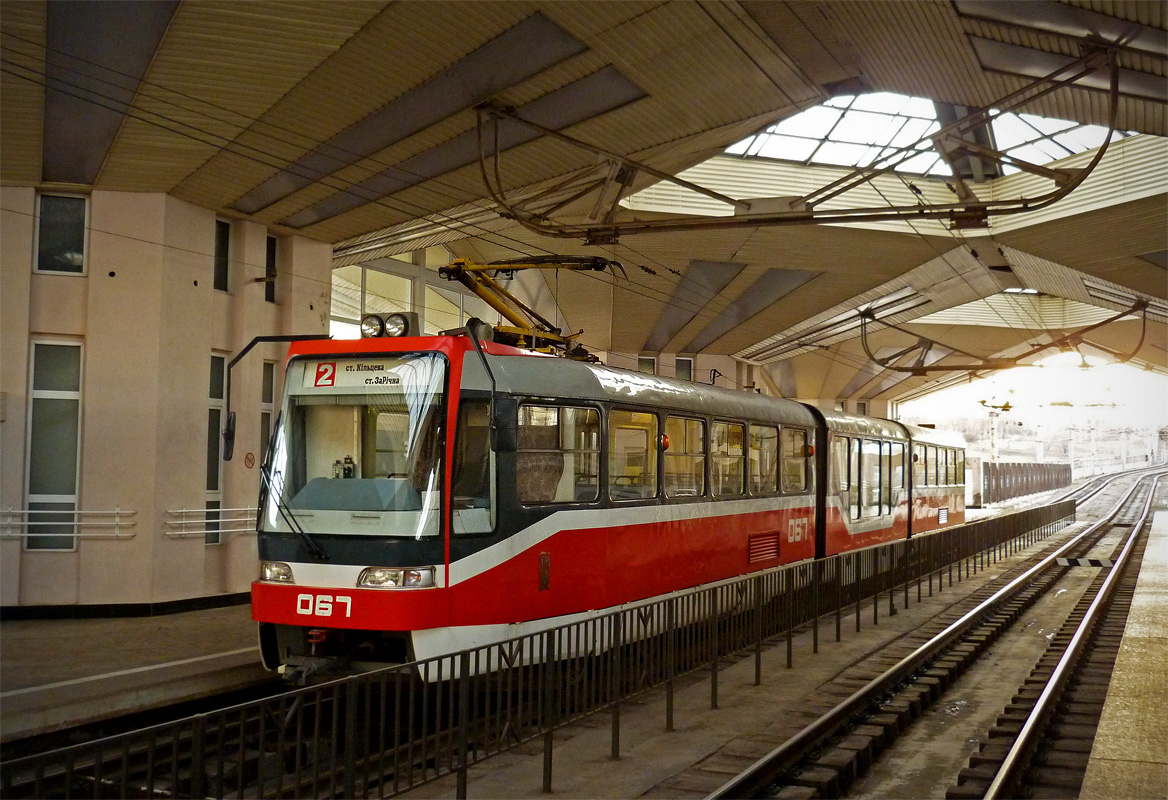
Tramwaj typu Tatra KT3 na stacji Zariczna w Krzywym Rogu na Ukrainie (2012)

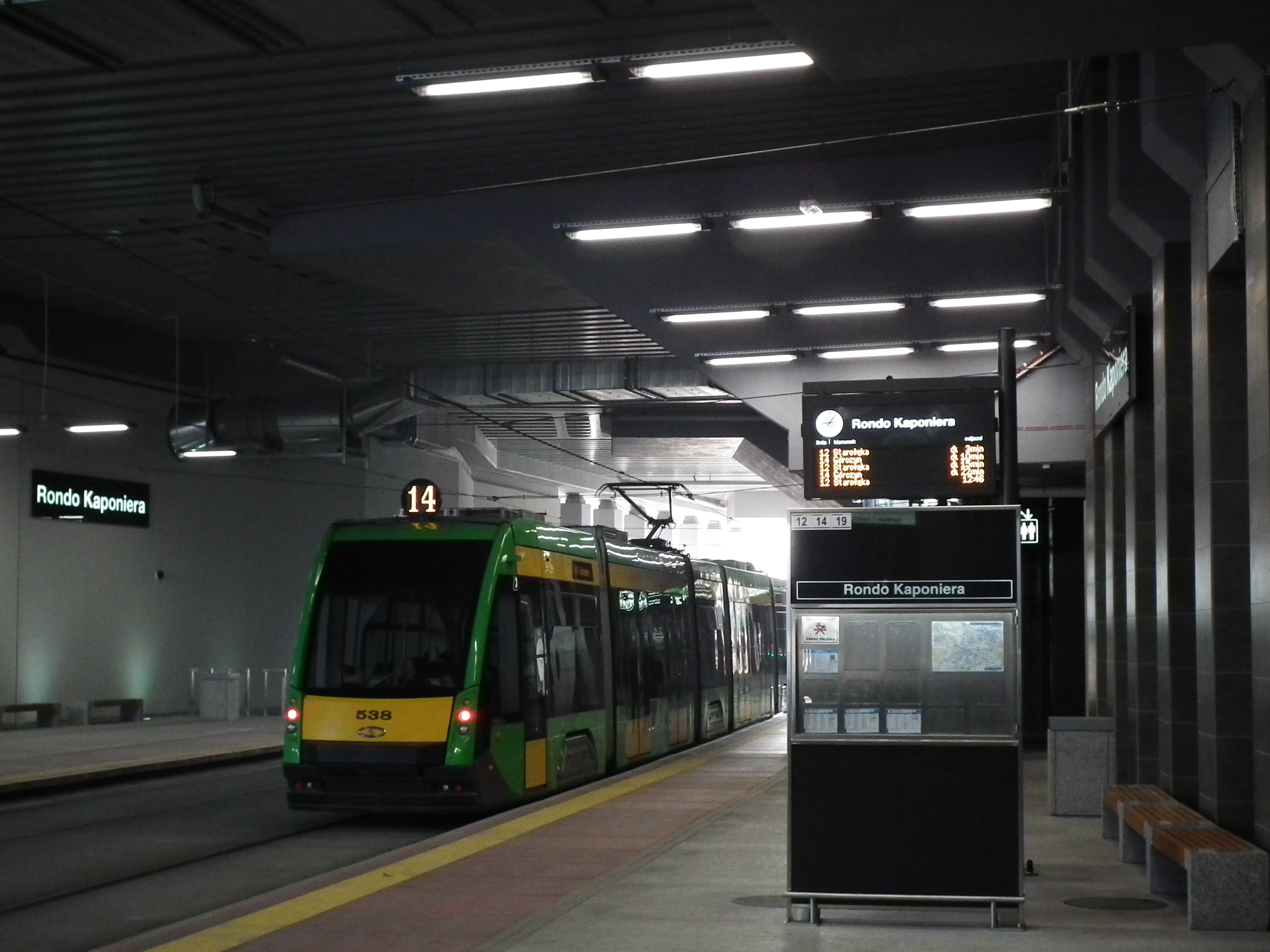
Tramwaj typu Solaris Tramino na stacji Poznańskiego Szybkiego Tramwaju „Rondo Kaponiera” w Poznaniu (2016)

Premetro – system publicznego transportu zbiorowego najczęściej stanowiący formę przejściową pomiędzy tramwajem a metrem. Premetro kursuje po bezkolizyjnych trasach (lub bezkolizyjnych odcinkach tras), przystosowanych do późniejszego przekształcenia i włączenia w sieć metra. Budowle inżynierskie (tunele, wiadukty) są dopasowane również do skrajni metra.
Premetro jest w założeniu rozwiązaniem tymczasowym, najczęściej jednak rozbudowa do pełnego metra nigdy nie następuje. Wyższe koszty inwestycyjne nie zwracają się, dlatego od lat 70. XX w. planuje się raczej albo pełne metro, albo szybki tramwaj tunelowy bez możliwości konwersji.
Premetro budowano przede wszystkim w miastach Belgii i Holandii. Za wzorcowy przykład często podaje się Brukselę, gdzie poszczególne odcinki sieci tramwajowej najpierw sprowadzano pod ziemię, a następnie przekształcano w metro. 
W Polsce premetrem jest Poznański Szybki Tramwaj (PST). Planuje się również budowę premetra w Krakowie.